# Sladkorni javor
Sladkorni javor (znanstveno ime Acer saccharum) je listopadno drevo iz družine sapindovk.

## Opis
Sladkorni javor je od 30 do 35 metrov visoko drevo s sivo skorjo, ki je pri odraslih drevesih podolžno razpokana. Veje drevesa so gladke in se hitro zlomijo. Brsti so koničasti, iz njih pa se razvijejo dlanasto deljeni listi, ki so deljeni na pet, redkeje pa na tri krpe. V jeseni se listi obarvajo v različne barve, od rumene do rdeče.
Cvetovi so rumeno zeleni, združeni pa so v sestavljene pakobule. Iz oplojenih cvetov se razvijejo krilata semena, ki so v parih združena z vrhom.

## Razširjenost in uporabnost
Drevo je samoniklo v vzhodnem delu Kanade in ZDA. Znanstveno ime izvira iz starogrške besede sáckaron - sladkor. Ime se je prijelo skoraj v vseh jezikih, drevo pa ga je dobilo zato, ker na ranjenih mestih izloča sladek drevesni sok, ki vsebuje od 1-4% saharoze. Iz tega soka pridobivajo javorov sladkor in kuhajo sirup.